# Cerdistus olympianus
Cerdistus olympianus är en tvåvingeart som beskrevs av Emile Janssens 1959. Cerdistus olympianus ingår i släktet Cerdistus och familjen rovflugor. Inga underarter finns listade i Catalogue of Life.